# Mariottide (personaggio)
Mariottide è un personaggio immaginario inventato e interpretato da Maccio Capatonda. È un cantautore caratterizzato da un'improbabile sfortuna e da una situazione di povertà molto seria.
Il personaggio è apparso varie volte in televisione e in trasmissioni radiofoniche incentrate sulla sua disastrosa carriera lavorativa e sciagurata vita privata.

## Aspetto
È molto trasandato, indossa sempre completi scuri monocolore che vanno dal nero al marrone, con giacche di taglia troppo grande e pantaloni molto larghi. Porta lunghi capelli ramati e una barba poco curata. Nella sua omonima sitcom in un episodio si è potuto scoprire in un flashback che prima indossava anche un elastico per capelli.

## Biografia
Soffre di una forte depressione a causa degli insuccessi lavorativi, dell'improbabile sfortuna che lo caratterizza e delle condizioni familiari ed economiche nelle quali versa: è molto povero, e fa di tutto per badare a suo figlio Fernandello (Herbert Ballerina), il quale soffre di evidenti problemi. Fernandello non è un figlio biologico ed è stato una delle cause della rottura del matrimonio di suo padre Mariottide; tuttavia, quest'ultimo dimostra spesso di volere molto bene al figlio, facendo di tutto per renderlo felice ed evitare che si renda conto che la situazione economica di famiglia è assolutamente critica.
Pur non avendo assolutamente talento come cantautore, Mariottide ha avuto diverse occasioni per ottenere successi lavorativi che però sono andate tutte in fumo. La sua musica è talmente atroce che può indurre nell'ascoltatore sentimenti di tristezza, depressione, comportamenti autolesionisti o la necessità di suicidarsi.